# Marie Under
Marie Under (Tallin, 27 de marzo de 1883 – Estocolmo, 25 de septiembre de 1980) fue una poetisa estonia, una de las figuras más importantes en la literatura de este país. Estuvo nominada en hasta ocho ocasiones al Premio Nobel de Literatura.
En 1917 fue cofundadora del grupo literario “Siuru” y en 1922 fue también una de las fundadoras de la Unión de Escritores Estonios. Publicó la compilación de poemas Sonetid ("Sonetos", 1917), Hääl varjust ("Voz desde la sombra", 1927), Kivi südamelt ("Una piedra sacada del corazón", 1935) y Õnnevarjutus ("Eclipse de la suerte", 1929). Su obra evolucionó hacia el expresionismo y el existencialismo, lamentándose por el trágico destino de su país.
A raíz de la Ofensiva del Báltico, llevada a cabo en 1944 su familia huyó a Suecia y pasó un año en un campo de refugiados. Finalmente se trasladaron a Estocolmo, donde vivieron hasta su muerte. Sus restos fueron trasladados a Estonia en 2015.